# Star Wars: Battlefront (игра, 2004)
Star Wars: Battlefront — компьютерная игра в жанре шутер от первого лица (можно переключиться на вид от третьего лица) по вселенной «Звёздных войн», доступны одиночный и многопользовательский режимы игры. Игра разработана Pandemic Studios и издана LucasArts 21 сентября 2004 года, одновременно для PC (Microsoft Windows), Xbox и PlayStation 2. В июле 2005 года, был портирован на Macintosh компанией Aspyr.
Игровой процесс основывается на таковом в Battlefield 1942, с той разницей, что действия разворачиваются во вселенной «Звёздных войн», на планетах «далёкой далёкой галактики», с присущими ей видами войск и военной техники. В конце 2004, LucasArts выпустила Star Wars Battlefront BFBuilder, модификация, позволившая фанам создавать новые карты для Battlefront. Компания Electronic Arts на выставке E3 2013 анонсировала новую часть в серии фантастических шутеров Star Wars: Battlefront, которая была разработана на движке Frostbite 3.

## Игровой процесс
Непосредственно игровой процесс состоит из захвата и удерживания определённых «контрольных точек». Тот, кто контролирует подобную «точку», может использовать её для того, чтобы вновь войти в игру (англ. respawn), после того как его убили, в начале игры, либо по своему желанию. В отличие от Battlefield 1942 игрок, контролирующий все точки и убивший всех игроков (или NPC) противника, не выигрывает игру, просто солдаты противника начинают появляться в случайных точках на карте. Таким образом, контроль над «точками» даёт возможность входить в игру в удобном месте, к тому же некоторые точки обладают возможностью «генерировать» боевую технику, но не все на то способны, некоторые местности просто позволяют ударить по противнику. Контролирующий такую «точку» получает через определённые промежутки времени подкрепление из нескольких боевых машин. В начале игры у каждой из противоборствующих сторон есть определённое количество солдат (обычно 200 или 250) и одна «контрольная точка», иногда на карте присутствуют дополнительные возможности войти в игру: AT-AT, AT-TE и сепаратистская канонерка, являющиеся мобильными командными постами, помимо своих боевых качеств, также являются точками входами в игру (англ. respawn point ). Задача противников — полностью уничтожить всех солдат противоположной стороны.
В Battlefront задействованы четыре большие фракции вселенной «Звёздных войн», Повстанческий союз (англ. Rebel Alliance) или просто Повстанцы (англ. Rebels), Галактическая Империя (англ. Galactic Empire) или просто Империя (англ. Empire) из классической трилогии, Галактическая Республика (англ. Galactic Republic) или просто Республика (англ. Republic), Конфедерация Независимых Систем (англ. Confederacy of Independent Systems, CIS) или просто Сепаратисты (англ. Separatists) из приквела. Каждая из фракций может противостоять только своим кино-антагонистам, то есть не может быть схватки, к примеру, между Повстанцами и Сепаратистами. Каждой фракции доступны пять разновидностей бойцов, четыре из них похожи по своим характеристикам на свои аналоги в других фракциях, пятый уникален для каждой. Четыре общих вида бойцов — это пехотинец (в некоторых случаях для Сепаратистов — боевой супердроид (англ. Super battle droid)), тяжёлый пехотинец, пилот и снайпер.
В игре представлены Джедаи и Ситхи, по одному для каждой из противоборствующих сторон: Люк Скайуокер (англ. Luke Skywalker) представляет Повстанцев, Дарт Вейдер (англ. Darth Vader) — Империю, Мейс Винду (англ. Mace Windu) — Республику и Граф Дуку (англ. Count Dooku) выступает за Сепаратистов. Они участвуют в игре только при выполнении определённых условий, и играть за них нельзя.
Персонаж неуязвим для обычного оружия, но может быть сбит с ног взрывом гранаты или огнём боевых машин, убить его можно тремя способами: сбивать с ног до выбрасывания за пределы игровой карты, придавить летательным аппаратом, наехать наземной техникой. Персонаж воскресает в случайной контрольной точке, как и остальные юниты, но не более трёх раз. Когда же количество союзников достигает 10 % от своего начального значения, персонаж досрочно умирает и не воскресает.
Помимо Джедаев и Ситхов есть и другие не-играбельные персонажи (англ. non-player characters, NPCs): Таскенские рейдеры (англ. Tusken Raiders) в Море Дюн (англ. Dune Sea) на Татуине (англ. Tatooine), Джавы (англ. Jawas) на улицах Мос Айсли (англ. Mos Eisley), Эвоки (англ. Ewoks) на заросшей лесами луне Эндора (англ. Endor), Вуки (англ. Wookiees) в доках Кашиика, Гунганы (англ. Gungans) на зелёных Равнинах (англ. Plains) Набу (англ. Naboo) и Джеонозианцы (англ. Geonosians) на Джеонозисе (англ. Geonosis).

### Захват Галактики
В этом режиме игра содержит элементы глобальной стратегии, в которой для захвата планеты нужно захватить несколько ключевых населённых пунктов, полный же захват планеты даёт бонус, например, получение в команду джедая или ситха (Татуин), повышение точности стрельбы союзных войск (Явин), регенерация ран (Набу), саботаж (Беспин), блокирование сенсоров врага (Рен Вар), подкрепление (Кашиик), что даёт такие стратегические варианты, как либо захватив по кусочку на разных планетах, лишить противника его бонусов, либо захватив какую-нибудь планету целиком, получить уникальный присущий ей бонус.

### Виды войск

#### Основные виды войск
Каждая фракция представлена пятью видами: солдаты или основная пехота, тяжёлая пехота, пилот, снайпер и уникальный воин с особенным вооружением и способностями.
Если специально не отмечено, то альтернативным основным вооружением (англ. alternate primary weapon) солдата является ручной бластер, а дополнительным оружием (англ. secondary weapon) — термальные детонаторы (англ. thermal detonators).
Солдаты — основная пехота, дополнительно вооружённая оглушающими гранатами (англ. concussion grenades), в случае с Сепаратистскими боевыми супердроидами, ракеты (англ. rockets) — дополнительное, тройной выстрел (англ. triple-shot) — альтернативное. У Республиканских солдат есть ЭМИ гранаты (англ. EMP Grenades), где ЭМИ — Электромагнитный импульс, что отлично подходит для борьбы с дроидами, поскольку действуют только на них. У солдат всех фракций есть скорострельное основное вооружение.
Тяжёлая пехота — основным вооружением является самонаводящаяся ракетница (англ. lock-on missile launcher). Повстанческий «авангард» (англ. «Vanguard») выпускает две ракеты подряд, после чего должен перезарядить ракетницу, в то время как Республиканский (англ. Advanced Recon Commando, ARC trooper) боец специального разведывательного подразделения, СРП, может выстрелить две ракеты до перезарядки. Имперские и Сепаратистские тяжёлые пехотинцы должны перезаряжаться каждый выстрел. Дополнительно имеют четыре мины, которые наносят большой урон и могут использоваться как для защиты каких-либо точек от пехоты, так и от лёгкой техники. Кроме того, мины можно использовать для того, чтобы выбросить Джедая за пределы карты.
Снайперы — основное вооружение — снайперские винтовки (англ. sniper rifles) с различными возможностями увеличения (англ. zoom) оптического прицела. У «Метких стрелков» (англ. sharpshooters) клонов (Республики) и имперских разведчиков (англ. scout troopers) одиночное увеличение, тогда как у дроидов-убийц Сепаратистов (англ. CIS Assassin droids) и Повстанческих снайперов (англ. snipers) — двойное. Кроме того, снайперы могут вызывать развед-дроида, который летит над землёй и может атаковать врагов. Такой дроид также может вызвать орбитальный обстрел того участка местности, на котором он находится, что подойдёт для отвлечения противника.
Пилоты — могут ремонтировать дроидов, боевые машины и специальные постройки, также могут возводить специальные постройки на специально отведённых для этого местах. У них есть запас амуниции и «аптечек», которыми они могут делиться с остальными, исполняя роль санитаров и боевого обоза, однако у них нет гранат. Имперские пилоты вооружены миномётами (англ. mortar launchers), Сепаратистские дроиды-пилоты — радиационными метателями (англ. radiation launchers), оба используют навесной (англ. arc) метод стрельбы. Повстанческие пилоты вооружены бластерной пушкой (англ. Blast cannon), выпускающей сразу несколько лазерных лучей, по типу дробовика. Республиканские пилоты вооружены разрядниками DN (англ. DN Boltcaster), стреляющими разрядами электричества (молниями), это оружие позволяет накапливать заряд, что позволяет на близкой дистанции убить противника с одного выстрела.

#### Уникальные войска
Уникальные войска есть у каждой фракции, у каждого вида свои основные и дополнительные вооружение, наряду с особыми способностями (англ. special abilities).
Повстанческие Контрабандисты Вуки (англ. Wookiee Smugglers) с увеличенным здоровьем и энергетическим арбалетом (англ. bowcaster), способным накапливать заряд для выстреливания за раз нескольких зарядов (англ. bolts) энергии одновременно. Также у них есть гранатомёт (англ. grenade launcher) и заряд взрывчатки с таймером (англ. time bomb) установленным на шесть секунд.
Республиканские Реактивные Десантники (англ. Jet Troopers), вооружены ЭМИ ракетницами (англ. EMP rocket launcher), ракеты которых не отклоняется от курса в отличие от ракет СРП воинов. Также вооружены пистолетом коммандос (англ. Commando pistol) с более быстрым темпом стрельбы. РР войска могут летать, используя свой ракетный ранец, имеющий больший запас топлива, но меньшую скорость, чем ранцы Имперских Тёмных штурмовиков.
Имперские Тёмные штурмовики (англ. Dark Troopers) имеют ракетный ранец, также как и РР войска Республики, позволяющий им совершать длинные прыжки в одном, определённом направлении. Их модель ранца менее точна, чем республиканская и испускает чёрный дым. Вооружены Тёмные воины бластерной пушкой (англ. Blast Cannon), которая на ближней дистанции способна убить одним выстрелом. Полезны при преодолении препятствий и быстром перемещении в пространстве в ограниченный промежуток времени.
Сепаратистские Дроидеки (англ. CIS Droidekas) имеют наименьший запас здоровья из всех, но могут поднять энергетический щит, способный блокировать двенадцать обычных энергетических выстрелов или два прямых попадания из ЭМИ ракетницы.
В отключённом состоянии щит накапливает энергию, в поднятом — расходует, даже без огня противника. Обладают двумя способами перемещения, в обычном «развёрнутом» виде очень медленны, но могут стрелять, тогда как в «колёсном» (англ. wheel) режиме могут перемещаться быстрее всех остальных видов войск (исключая оснащённых ракетными ранцами), но не могут стрелять. У них единственное оружие — пара сдвоенных бластеров. Они не могут управлять специальными постройками или боевыми машинами, при погружении в воду (целиком, или в «колёсном режиме») взрываются.

### Боевые машины
В игре задействованы боевые, летающие, наземные и органические машины как из классической кинотрилогии, так и из приквелов, управлять ими могут все бойцы всех фракций, кроме дройдеков Сепаратистов. Пилоты к тому же могут чинить машины, даже находясь за штурвалом. Машины, как и пехотинцы, появляются в определённых точках карты, потеряв контроль над такой точкой, игрок лишается подкреплений бронетехники. Самые мощные виды, вроде AT-AT, появляются только в некоторых сценариях, вне зависимости от контроля над определёнными точками. Некоторые машины позволяют принять участие в управлении нескольким бойцам. В таком случае они подразделяются на главного пилота, осуществляющего непосредственное управление движением боевой машины, и дополнительных пилотов, обычно управляющих дополнительными, а иногда и главными орудиями бронемашины, в таком случае их называют стрелками.

### Наземные боевые машины
Бронированный штурмовой танк (англ. Armored Assault Tanks, AAT) — боевая машина средней мощности, в отличие от AT-ST, может двигаться боком (англ. strafe). Главный пилот может стрелять из сдвоенных жёлтых неподвижно закреплённых на корпусе бластерных пушек, дополнительный пилот, управляющий главным орудием, установленным на подвижной башне, может выпустить одиночный, но более мощный импульс за раз. Этот танк относится к Сепаратистским боевым машинам.
Разведывательный транспорт-вездеход (англ. All Terrain-Scout Transport, AT-ST) — основа имперских бронетанковых войск. Может эффективно управляться одним пилотом, так как основное орудие совмещено с управлением движением, дополнительный пилот может управлять боковыми бластерами, которые, в отличие от главного орудия, неподвижно закреплённого на башне, двигаются и в вертикальной плоскости. Башня может вращаться независимо от направления движения, скорость передвижения «шагохода» (разговорное название всех бронемашин серии AT) средняя. Он не способен двигаться боком, как его повстанческий противник среднего класса «боевой сухопутный спидер» (англ. combat landspeeder), что делает его уязвимым в прямом боестолкновении с ним, но если на «шагоходе» есть второй пилот, то шансы выравниваются за счёт большей огневой мощи. Повстанцы часто называют AT-ST «цыплятами».
Бронированный транспорт-вездеход (англ. All Terrain-Armored Transport, AT-AT) — второй известный «шагоход» из вселенной Звёздных Войн, так же, как и первый, принадлежит имперским бронетанковым силам. Практически не уязвим для бластеров и служит мобильным командным постом. Может управляться одним главным пилотом, поскольку главное, очень мощное, но долго заряжающееся двуствольное лазерное орудие совмещено с управлением движением, второй пилот, если присутствует, может управлять четырьмя менее мощными бластерами по бокам подвижной головы-башни «шагателя». Это очень большая и медленная бронемашина. Практически неспособен защититься от высокоманёвренных атмосферных истребителей, если только за орудиями не высококлассный стрелок.
Вездеход тактической поддержки (англ. All Terrain-Tactical Enforcer, AT-TE) — предшественник AT-AT, исполняющий ту же роль для республиканских сил, тяжело бронированный мобильный командный пост. Может управляться тремя пилотами, главным пилотом, управляющим также четырьмя главными бластерами, задним стрелком и стрелком, управляющим открытой подвижной орудийной башней, довольно медленно заряжающейся и вращающейся, но мощной, с наибольшей эффективностью действующей против тяжело бронированных целей. AT-TE практически столь же медленный как и AT-AT, но более манёвренный. Его уязвимость для поражающих факторов также немного выше из-за меньшей брони.
«Ялик» (англ. Skiff) — лёгкая, но не очень проворная «парящая» боевая машина, названная так из-за своего сходства с лодкой, больше предназначена для перевозки войск, нежели ведения боевых действий. Главный пилот осуществляет управление движением, а три дополнительных управляют боковыми станковыми бластерами. Появляется только на Татуине, на карте Море Дюн, на стороне Империи (Республики).
Геанский сухопутный спидер Набу (англ. Naboo Gian Speeder) — менее мощная версия Повстанческого «боевого сухопутного спидера». У него открытый кокпит, что оставляет главного и дополнительного пилотов открытыми для вражеского огня. Встречаются только в кампании.
Сепаратистские штурмовые дроиды IG-227 «Огненный град» (англ. Separatist Hailfire droid) — большие и быстрые самоходные ракетные установки. Обладают довольно высокой скорострельностью, ракеты могут слабо самонаводиться, если удерживать перекрестье прицела на цели какое-то время. Управляются одним пилотом, есть второй режим огня — слабые бластеры.
Имперский IFT-T парящий танк/Республиканский IFT-X парящий танк (англ. Imperial IFT-T Hover Tank/Republic IFT-X Hover Tank) — мощный танк на гравитационной подушке, больше похожий на республиканский «боевой сухопутный спидер», нежели на имперского «шагателя» AT-ST. Республиканская версия этого гравитанка идентична имперскому, кроме цвета бластеров. Главный пилот управляет сдвоенной бластерной пушкой и сдвоенной ракетной установкой, дополнительный пилот располагается стоя, в открытом кокпите, управляя бластерной пушкой способной испускать длительные импульсы (лучи).
Повстанческий «боевой сухопутный спидер» (англ. Rebel Combat Landspeeder) — мощный и быстрый танк, встреча с которым может быть смертельной даже для AT-AT, если им «правильно» управлять. Экипаж — два человека. Главный пилот управляет двумя лазерными пушками и сдвоенной ракетной установкой, а бортстрелок управляет главным орудием — тяжёлым бластером.
Сепаратистский «Паук-шагоход» (англ. Separatist «Spider Walker») — большие четырёхногие «шагоходы», напоминающие четырёхногих пауков, за что и получили своё название, вооружены лучевой бластерной пушкой. Пушка обладает двумя режимами огня: первый — длинный и мощный импульс (луч) лазера, второй — менее мощные короткие импульсы.
Самый медленный из машин среднего класса, соперничает с гораздо более большим и мощным AT-AT за абсолютное лидерство по медлительности.
Мото-спидер (англ. Speeder bike) — лёгкий и быстрейший нелетающий аппарат в игре. Лёгкое бронирование не только делает его лёгкой добычей для врага, но легко деформируемым при соударениях с препятствиями. Вооружён одиночной лазерной пушкой. Республика выпускает спидеры вооружённые скорострельной лазерной пушкой. Могут эффективно таранить живую силу врага, что позволяет убивать не только рядовых солдат, но и Джедаев.
Аэро-платформа для одного бойца (англ. Single Trooper Aerial Platform, STAP) — уступают спидерам-циклам в манёвренности и скорости, но на них установлена более мощная пушка. Управляются одним пилотом, не повреждаются при соударениях с препятствиями. Кокпит открытого типа.

#### Летающие боевые машины
Представляют ещё одну возможность убить «Использующего силу» (англ. Force user), можно просто приземлиться на него, это, впрочем, убьёт и обычного воина.
Беспинская «Облачная машина» (англ. Bespin Cloud Car) — маленький подвижный самолёт используемый только на Беспине. Управляется двумя пилотами, главный пилот управляет сдвоенной лазерной пушкой, а дополнительный — ракетами.
Дроид Стервятник (англ. Vulture droid-starfighter) — одноместный, вооружён сдвоенной лазерной пушкой, скорострельность которой гораздо выше той, что стоит на Джедайских космо-истребителях, но у него отсутствуют ракеты.
Джеонозианский истребитель (Нантекс) (англ. Geonosian starfighter) — одноместный, используется только на Джеонозисе, вооружён самой скорострельной пушкой из всех в игре, но её импульсы слабы, а время перезарядки ниже среднего. При этом имеет очень мощный корпус, что позволяет при столкновении с низколетящим атакующим транспортёром разбить оба транспорта.
Джедайский истребитель (Дельта-7, класс «Эфирная фея») (англ. Jedi starfighter) — одноместный, напоминающий X-крылый истребитель повстанцев, однако способный сделать меньшее количество выстрелов, перед тем как его пушки перегреются, но обладающего сдвоенной ракетной установкой, стреляющей самонаводящимися ракетами. Легко управляется, для такого высокоманёвренного истребителя, обладает высокой прочностью и защитой.
СНДК (Скоростной Низковысотный Десантный Корабль) (англ. Low Altitude Attack Transport, LAAT) Республиканская канонерка — обладает наибольшим числом посадочных мест (пять), и самым мощным вооружением. Главный пилот управляет сдвоенной лазерной пушкой средней мощности и самонаводящимися ракетами (с самым коротким временем захвата цели), дополнительный пилот может управлять лучевыми пушками (по одной на крыло), ещё два могут разместиться в шарикоподобных боевых башнях по бокам. Ещё один «пилот» является пассажиром и огонь вести не может.
Повстанческий «снеговой спидер» (Т-47) (англ. Rebel Snowspeeder) — используется на Хоте, двухместный. Главный пилот управляет двумя лазерными пушками, а стрелок, расположенный сзади, распоряжается гарпуном, заряженным буксировочным тросом и бластерной пушкой. С помощью буксировочного троса можно запутать ноги AT-AT, так как это проделывали повстанцы в пятой части классической кинотрилогии (Звёздные войны. Эпизод V: Империя наносит ответный удар (англ. Star Wars Episode V: The Empire Strikes Back)), сделав достаточно кругов вокруг AT-AT и намотав на его ноги достаточное количество троса, можно заставить его потерять равновесие и упасть, тем самым уничтожив его.
Сепаратистская канонерка (англ. Droid Gunship) — дисковидная, трёхместная. Главный пилот, как и пилот Космо-истребителя Джедаев, управляет сдвоенными лазерными пушками и самонаводящимися ракетами, второй пилот контролирует импульсную пушку, а стрелок, имея обзор в 360 градусов, использует стандартные лазеры.
СИД истребитель (англ. TIE fighter), где СИД — сдвоенные ионные двигатели, имперский эквивалент X-крылому истребителю повстанцев, одноместный. Имеет более скорострельные пушки, и обладает большей скоростью и манёвренностью, но более хрупок и не имеет самонаводящихся ракет.
СИД Бомбардировщик (англ. TIE Bomber) — Имперский эквивалент Y-крылого бомбардировщика повстанцев, двухместный. Пилот управляет сдвоенной лазерной пушкой и самонаводящимися ракетами, бомбами управляет второй пилот.
Т-65 X-крыло (англ. X-Wing) — повстанческий истребитель, одноместный. Вооружён четырьмя скорострельными лазерными пушками, плюс самонаводящиеся протонные торпеды. Одна из самых сбалансированных воздушных боевых машин.
BTL-S3 Y-крыло (англ. Y-Wing) — повстанческий бомбардировщик, двухместный. Пилот контролирует главную пушку. Дополнительно может сбрасывать каскады бомб. Стрелок контролирует дополнительную лазерную пушку.

#### Органические «боевые машины»
Кааду (англ. Kaadu) — рептилия, используемая на Набу для верховой езды. Во время поездки верхом нельзя пользоваться оружием. Игрок умрёт, если животное под ним будет убито.
Таунтаун (англ. Tauntaun) — большое теплокровное существо, покрытое длинной белой шерстью, используется как верховое животное на Хоте. Верхом на нём также нельзя пользоваться оружием и игрок также будет убит в случае, если животное будет убито.
Несмотря на то, что таунтаун, похоже, может спокойно стоять долгое время, но как только игрок или NPC садится на него верхом, у животного начинает отниматься здоровье, чем дольше игрок едет, тем меньше здоровья у животного, что в конце концов приводит к смерти животного (отражая смерть таунтаунта Хана Соло от холода в фильме Звёздные войны. Эпизод V: Империя наносит ответный удар (англ. Star Wars Episode V: The Empire Strikes Back))
Неважно, кому изначально принадлежит та или иная боевая машина, игрок, если в ней нет пилота, может её занять и повести в бой. Это не относится к мобильным командным постам AT-AT, AT-TE. Странно, что не игровые персонажи (NPC) не занимают «чужую» технику. Правда, они занимают её, если вы их туда позовёте.

### Места действия
- Беспин: Облачный город и Платформы (англ. Bespin: Cloud City and Platforms);
- Эндор: Бункер (англ. Endor: Bunker);
- Джеонозис: Шпиль (англ. Geonosis: Spire);
- Хот: База «Эхо» (англ. Hoth: Echo Base);
- Камино: Тайпока-Сити (англ. Kamino: Tipoca City);
- Кашиик: Острова и Доки (англ. Kashyyyk: Islands and Docks);
- Набу: Тид и Равнины (англ. Naboo: Theed and Plains);
- Рен Вар: Цитадель и Гавань (англ. Rhen Var: Citadel and Harbor);
- Татуин: Мос-Эйсли и Море Дюн (англ. Tatooine: Mos Eisley and Dune Sea);
- Явин-4: Арена и Храм (англ. Yavin 4: Arena and Temple).

Добавляется с установкой Update 1.2:
- Татуин: Дворец Джаббы (англ. Tatooine: Jabba's Palace).

## Оценки
| Сводный рейтинг | Сводный рейтинг | Сводный рейтинг | Сводный рейтинг |
| Издание         | Оценка          | Оценка          | Оценка          |
| Издание         | PC              | PS2             | Xbox            |
| --------------- | --------------- | --------------- | --------------- |
| GameRankings    | 77,74 %         | 82,66 %         | 80,15 %         |